# Koszewanka
Koszewanka (ros. Кошеванка) – wieś w Rosji, w obwodzie astrachańskim, w rejonie wołodarskim. W 2021 liczyła 238 mieszkańców, głównie Kazachów.